# Палмв'ю (Техас)
Палмв'ю (англ. Palmview) — місто (англ. city) в США, в окрузі Ідальго штату Техас. Населення — 15 830 осіб (2020).

## Географія
Палмв'ю розташований за координатами 26°13′49″ пн. ш. 98°22′44″ зх. д. / 26.23028° пн. ш. 98.37889° зх. д. (26.230250, -98.378981).  За даними Бюро перепису населення США в 2010 році місто мало площу 7,31 км², уся площа — суходіл.

## Демографія
Згідно з переписом 2010 року, у місті мешкало 5460 осіб у 1404 домогосподарствах у складі 1259 родин. Густота населення становила 747 осіб/км².  Було 1655 помешкань (226/км²). 
Расовий склад населення:
| - 98,8 % — білих - 0,1 % — чорних або афроамериканців - 0,1 % — азіатів |

До двох чи більше рас належало 0,3 %. Іспаномовні складали 97,2 % від усіх жителів.
За віковим діапазоном населення розподілялося таким чином: 35,1 % — особи молодші 18 років, 58,6 % — особи у віці 18—64 років, 6,3 % — особи у віці 65 років та старші. Медіана віку мешканця становила 26,8 року. На 100 осіб жіночої статі у місті припадало 97,3 чоловіків;  на 100 жінок у віці від 18 років та старших — 91,6 чоловіків також старших 18 років.
Середній дохід на одне домашнє господарство  становив 43 480 доларів США (медіана — 34 358), а середній дохід на одну сім'ю — 47 397 доларів (медіана — 38 617). Медіана доходів становила 41 488 доларів для чоловіків та 22 839 доларів для жінок. За межею бідності перебувало 32,9 % осіб, у тому числі 44,3 % дітей у віці до 18 років та 10,3 % осіб у віці 65 років та старших.
Цивільне працевлаштоване населення становило 2254 особи. Основні галузі зайнятості: освіта, охорона здоров'я та соціальна допомога — 21,6 %, будівництво — 17,9 %, роздрібна торгівля — 13,0 %.